# Théâtre Clavel
Le théâtre Clavel est une salle de théâtre parisienne située 3 rue Clavel dans le 19e arrondissement de Paris. Il ne présentait que des pièces de théâtre, puis s'est diversifié avec des one man shows, des chanteurs, des pièces pour enfants. Sa capacité  d'accueil est de 120 places.

## Spectacles présentés

### Pièces et œuvres pour enfants
- 2007 : Château Do, fantaisie musicale - Spectacle pour enfants joué du 7 au 31 mars au shéâtre Clavel. Marc Chevalier du Cabaret L’Écluse en signe la direction artistique. « Joué en acoustique par de véritables fantaisistes, le Château Do, dès 4 ans, est un spectacle riche en surprises : chant, clown, cabrioles, échasses… Ce trio comique et musical s’inscrit dans le sillage des Frères Jacques »[1].

### Spectacles d'humour
- Depuis début octobre 2009, les Lascars gays jouent leur spectacle Bang Bang[2]. Ils sont auteurs et interprètes du spectacle mis en scène par Luc Sonzogni. Thierry Manciet y est responsable des lumières et DJ Emir se charge de la musique.

### Spectacles de théâtre contemporain
- En mars 2025 y est joué le spectacle Précisément Par Hasard, une pièce néo-futuriste inspirée de Too Much Light Makes The Baby Go Blind, des Neo-futurists de Chicago. Ce spectacle est joué par l'Office National des Parcs et Jardins. Il s'agit de la première compagnie de théâtre néo-futuriste européenne.